# Варцо
Варцо (итал. Varzo) — коммуна в Италии, располагается в регионе Пьемонт, в провинции Вербано-Кузьо-Оссола.
Население составляет 2172 человека (2008 г.), плотность населения составляет 22 чел./км². Занимает площадь 97 км². Почтовый индекс — 28868. Телефонный код — 0324.
Покровителем коммуны почитается святой Георгий, празднование 23 апреля.

## Демография
Динамика населения:

## Администрация коммуны
- Официальный сайт: http://www.comune.varzo.vb.it/